# Stazione di Salionze
Stazione di Salionze vasútállomás Olaszországban, Veneto régióban, Valeggio sul Mincio településen.

## Vasútvonalak
Az állomást az alábbi vasútvonalak érintik:
- Mantova-Peschiera-vasútvonal

## Kapcsolódó állomások
A vasútállomáshoz az alábbi állomások vannak a legközelebb: 
- Stazione di Monzambano
- Stazione di Peschiera